# Su Gologone
Su Gologone je krasový pramen v oblasti Supramonte severovýchodně od Olieny v provincii Nuoro na Sardinii v Itálii. 

## Popis
Krasový pramen na úpatí hory Uddè vyvěrá z pukliny obrovského krasového jeskynního systému, který byl prozkoumán až do hloubky 135 metrů. Vytékající smaragdová voda teče krátkým potokem do řeky Cedrino. Krasový pramen s průměrným průtokem 500 l/s je nejvýznamnějším pramenem na Sardinii a byl v roce 1998 vyhlášen přírodní památkou. Minimální průtok 60 l/s byl naměřený v roce 1995. Průtok může ve špičce v období dešťů přesáhnout 50 000 l/s.

## Geologie
Geologický podklad tvoří paleozoické břidlice a žulové útvary hercynského cyklu s příkrovy druhohorních vápenců z období jury a křídy. Jeskyni v roce 2010 prozkoumal Alberto Cavedon do hloubky 135 m.